# Movimiento de Sacerdotes para el Tercer Mundo
El Movimiento de Sacerdotes para el Tercer Mundo (MSTM) fue una corriente fundada en 1967 dentro de la Iglesia católica argentina, que intentó articular la idea de renovación de la Iglesia subsiguiente al Concilio Vaticano II con una fuerte participación política y social. 
Estuvo formado principalmente por sacerdotes activos en villas miseria y barrios obreros. Muchos de sus integrantes se identificaron con el peronismo y en algunos casos integraron o se mantuvieron cercanos al llamado peronismo revolucionario, actuando incluso en organizaciones guerrilleras. Fue un antecedente inmediato de la Teología de la liberación y su vertiente argentina, la Teología del pueblo. El movimiento se disolvió en 1976, debido a la Guerra sucia y específicamente el Operativo Independencia instalado por la dictadura cívico-militar que tomó el poder ese año.

## Antecedentes
En octubre de 1958, fue nombrado papa Juan XXIII, conocido como el "Papa bueno" por su capacidad y carácter para relacionarse con los demás y por su ímpetu reformista. Por tal razón, es considerado el padre de la Iglesia moderna, nacida con el Concilio Vaticano II. Durante la posguerra, ante el advenimiento de las transformaciones globales (consumismo, cuestionamiento de las tradiciones y, sobre todo, el avance de otras corrientes religiosas) que pusieron en riesgo el poder que la Iglesia católica tenía antes de la Segunda Guerra Mundial, se postuló una nueva posición del lado de los más relegados y pobres, cediendo el espacio territorial y político que antes poseía. 
El objetivo de Juan XXIII era acercar la iglesia a los hombres, sin importar raza o posición social, con el fin de promover el incremento de la fe católica, una renovación de las costumbres del pueblo cristiano y, asimismo, lograr adaptar la disciplina eclesiástica a las demandas coyunturales.
Inicia con una renovación en la estructura del catolicismo (1958), que produjo discusiones sobre las políticas de izquierda que antes era consideradas “diabólicas”. Para esto publicó dos encíclicas, Mater et Magistra, de contenido social, y Pacem in Terris, que incentivaba a la participación activa de los católicos en la vida pública, la cooperación con los no católicos y una mejora de las condiciones de vida humanas. Ambas cartas papales están enmarcadas en la doctrina social de la Iglesia, recogiendo el legado de Rerum Novarum del papa León XIII.
En enero de 1959, se anunció la convocatoria a un Concilio Vaticano. Luego, en octubre de 1962, iniciaba el primero de los cuatro periodos de reuniones en los que se iba a desarrollar. Más de 2500 padres conciliares deliberaron entre 1962 y 1965. 

El 21 de junio de 1963, debido a la muerte de Juan XXIII, se eligió papa al cardenal Giovanni Montini (llamado Pablo VI), quien continuará con las reformas de su predecesor. Entre las principales, se encontraban el rito de la misa y el empleo de las lenguas vernáculas  (el latín cedía su lugar). Con ello, la iglesia deja de tener el monopolio de la fe para pasar a ser un patrimonio de la conciencia. 

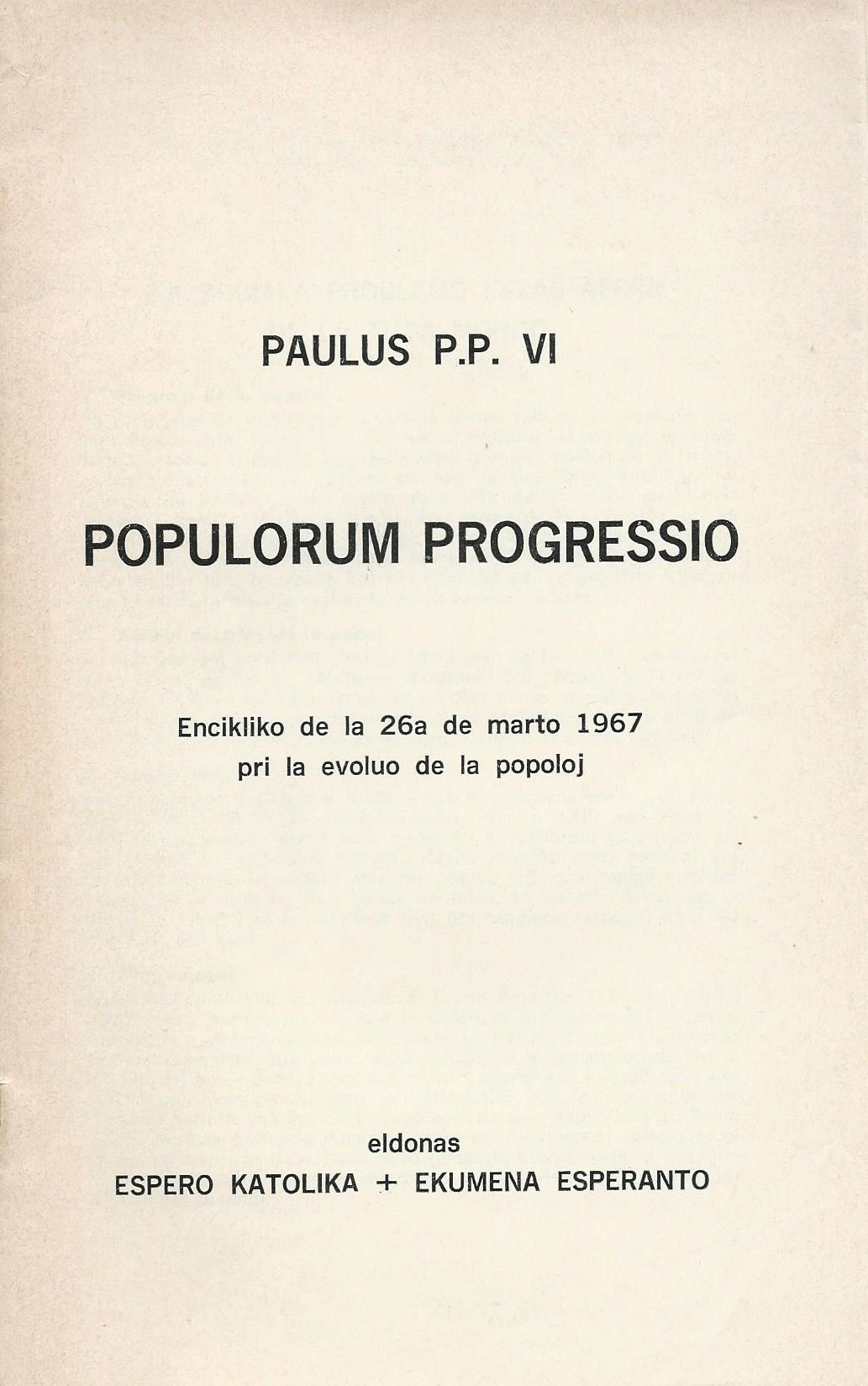
Encíclica Papal "Populorum Progressio" promulgada el 26 de marzo de 1967 con el fin de promover el desarrollo de los pueblos.

Continuando con la doctrina social, el 28 de marzo de 1967, aparece Populorum Progressio, documento encíclico que generó gran impacto, especialmente en los países del Tercer Mundo de América Latina, criticando las consecuencias del sistema capitalista. Así surgen dos conceptos fundamentales que luego tomará el MSTM: violencia revolucionaria y violencia institucionalizada para referirse a las reacciones violentas como respuesta a situaciones de injusticia y opresión a la que se sometía a gran parte de la población.
Este movimiento renovador dentro de la Iglesia católica dio frutos muy visibles, en especial las modificaciones en el culto y en la orientación secular de la Iglesia establecidas en el Concilio Vaticano II. También, en las indicaciones sobre la implicación de la Iglesia en la acción social contenidas en la encíclica dictada por el papa Pablo VI.
El 15 de agosto de 1967, el obispo brasileño Hélder Câmara lideró un grupo de 18 obispos de Latinoamérica, Asia y África que redactó un manifiesto (en el "pacto de las catacumbas", movimiento paralelo y por fuera del Concilio Vaticano II - ver "La Iglesia Clandestina", punto 12) Preámbulo "tercermundista": el Manifiesto, de Carlos A. Sacheri) para apoyar el "llamado angustioso del Papa Pablo VI en la encíclica Populorum Progressio, en el que se vinculaba la situación de pobreza y desamparo de los ciudadanos del Tercer Mundo con la explotación a la que el "imperialismo del dinero" de las corporaciones multinacionales los someten, con el aval de los gobiernos, y expresando el compromiso religioso con la superación de la misma. Este documento es una toma de posición definitivamente en contra de “los opresores del mundo de los pobres”, e invita a los cristianos a adherir a “otro sistema social menos alejado de la moral evangélica”, rechazando al mismo tiempo al “colectivismo totalitario y la persecución religiosa”

## Conformación
El obispo de Goya, Alberto Devoto, fue el primero en recibir el documento en Argentina, escrito por los 18 obispos, y lo entregó al sacerdote Miguel Ramondetti, quien lo tradujo junto con su colega Rodolfo Ricciardelli, lo imprimieron y junto con Héctor Botán lo distribuyeron. El 31 de diciembre de 1967 270 sacerdotes, entre los cuales estaban los tres citados, dirigieron una carta al obispo Helder Cámara adhiriendo al manifiesto. Este hecho puede considerarse el documento fundador del Movimiento de Sacerdotes para el Tercer Mundo (MSTM), a la cual se añadieron rápidamente 22 firmas.
La reacción al documento base elaborado por el Consejo Episcopal Latinoamericano para la Conferencia Episcopal de Medellín, encontró a la curia argentina ya en efervescencia. El primer encuentro del MSTM, realizado en mayo de 1968, contó con el aval tácito de los obispos Guillermo Bolatti, Enrique Angelelli, Alberto Devoto, Jerónimo Podestá, Jaime de Nevares, Adolfo Tortolo y Vicente Zaspe, aunque ninguno de ellos llegó a formar parte del movimiento. El MSTM envió una carta a los obispos reunidos en Medellín, que fue firmada por 400 sacerdotes argentinos y 500 más de otros países latinoamericanos.
Las principales ideas que se encontraban en dicha carta eran: la violencia y la situación económica existente en América Latina; las minorías y el “imperialismo internacional del dinero”; la participación de la Iglesia católica en mecanismo opresor y el pedido a los sacerdotes latinoamericanos de apoyar los cambios a favor de la justicia.
Entre el 24 de agosto y el 6 de septiembre de 1968, la reunión de la II Conferencia General del Episcopado Latinoamericano, en la ciudad colombiana de Medellín, llegó a conclusiones similares; el documento redactado por la misma declaró el compromiso de la Iglesia en la mejora de la situación de los pobres, actuando sobre las situaciones que originaban la miseria. La adaptación al momento político, de acuerdo a la CELAM, obligaba a los sacerdotes a avalar acciones políticas de diferente cariz —revolucionarias, pacíficas o violentas— en los distintos contextos nacionales.
Junto con numerosos laicos, el MSTM se dedicó al trabajo social en zonas marginales, además de apoyar las reivindicaciones obreras. Intensificó su inserción a través de los gremios. El sacerdote no actuaba como asesor o acompañante de los dirigentes gremiales, se trataba de un encuentro concreto en los actos de protesta social y de organización barrial. La cercanía con los sindicatos aproximó a muchos de sus miembros al movimiento peronista.
El segundo encuentro se llevó a cabo el 1, 2 y 3 de mayo de 1969 en Colonia Caroya, Córdoba. A partir del tercer encuentro del MSTM se deja ver una clara aproximación al peronismo.  El escritor Carlos Sacheri publicó entonces un libro contra el MSTM, en el que se destaca el señalamiento a Miguel Ramondetti como "comunista".
El MSTM confluyó con la corriente continental de la Teología de la liberación, contó con expositores de su perspectiva teológica de opción por los pobres, como Rolando Concatti, y encontró un instrumento teórico para su trabajo pastoral con la publicación del libro Teología de la Liberación: Perspectivas de Gustavo Gutiérrez Merino, en 1971. La deriva teológica no tardó en recibir duras condenas del episcopado. Un comunicado del MSTM que abogaba por la socialización del poder económico, político y cultural y la supresión de la propiedad privada de los medios de producción, fue declarado por la jerarquía como contrario a la doctrina eclesiástica, lo cual no impidió que monseñor Eduardo Pironio dijera el 20 de febrero de 1972 que "el Movimiento de sacerdotes para el Tercer Mundo es sin duda un movimiento religioso, con una admirable disposición de entrega, es también una lección de compromiso, y en muchos casos, de heroísmo".

### Boletín Enlace
Fue el  órgano de comunicación oficial del MSTM. Se publicaron 28 números entre septiembre de 1968 y mayo de 1973, coincidiendo de modo general con la trayectoria del MSTM. Sirvió a la comunicación interna de los adherentes al MSTM, y tuvo circulación nacional. Sus directores fueron los sacerdotes Alberto Carbone (Buenos Aires 1968-1970), Miguel Ramondetti (Goya, 1970-1973) y Osvaldo Catena (Santa Fe, 1973).

## Divergencias
La principal controversia versaba sobre la lucha armada y el uso de la violencia. Por un lado la cosmovisión del movimiento se basaba en las ideas de Pierre Teilhard de Chardin y en la doctrina del compromiso con el mundo de Emmanuel Mounier, Yves Congar, Michel Quoist, así como los escritos de Gustavo Gutiérrez y otros teólogos fundantes de la Teología de la liberación, que rechazaban la lucha armada. Por otro lado la influencia del marxismo en las principales revoluciones del siglo XX, la resistencia peronista contra las dictaduras posteriores a 1955, el auge de los movimientos guerrilleros de liberación en América Latina luego de la Revolución Cubana -entre ellos Montoneros y otras organizaciones armadas en Argentina-, así como los escritos y lucha del sacerdote guerrillero colombiano Camilo Torres Restrepo, influyeron en algunos sectores del movimiento, que desarrollaron una justificación teológica de la violencia revolucionaria, vinculándola al tradicional derecho de resistencia contra la opresión, en un momento en que se generalizaban las dictaduras militares y el terrorismo de Estado en América Latina, apoyadas desde Estados Unidos y fomentadas desde la Escuela de las Américas mediante la Doctrina de la Seguridad Nacional. 
Estas diferencias llevaron a una fuerte ruptura en el encuentro de 1973, que se mostraron irreconciliables; aunque la acción individual de los sacerdotes no disminuyó, dejaron de presentar un frente organizado. Algunos sacerdotes tercermundistas dejaron la sotana por aquellos años para sumarse a la guerrilla, mientras que otros representantes del movimiento como el padre Carlos Mugica y el padre Carbone, asesor nacional de la JEC continuaron con su rechazo a la lucha armada, diferenciando el MSTM de las guerrillas. En 1968 Mugica encabezó una corriente dentro del MSTM, de sacerdotes que decidieron vivir y comprometerse con las necesidades de las poblaciones de las villas miseria, conocida como curas villeros. 
Otras diferencias concernían a la posición política, incluso dentro del mismo peronismo. La línea más próxima a la cúpula sindical promovía una concepción relativamente verticalista, mientras que las posiciones del interior abogaban por una estructura más descentralizada. Finalmente, algunos peronistas rechazaban de plano el marxismo, mientras que otros lo consideraban un método adecuado de análisis social. La cuestión del celibato obligatorio y la pertenencia al MSTM de sacerdotes casados, también generó diferencias internas en el MSTM, que debatieron el tema en el encuentro de 1973.

## Miembros
Más de 400 sacerdotes integraron el MSTM, entre ellos los padres Miguel Ramondetti, Rodolfo Ricciardelli, Héctor Botán, Carlos Mugica -asesinado en 1974 por la Triple A-, Elías Musse, Rubén Dri, Rolando Concatti, Rafael Yacuzzi, Jorge Adur, Domingo Antonio Bresci, Alberto Carbone, Luis Farinello, Miguel E. Hesayne, Pablo Tissera, Osvaldo Catena,  Fernando Boasso, Jorge Vernazza,  Carlos Aguirre, Aldo Büntig, José "Pepe" Serra, Osvaldo Musto (hasta diciembre de 1968), Vicente Reale, Oscar Bracelis, Rolando Concatti, Edgar Taricco, Miguel Pérez Burgoa, Agustín Totera, Carlos Pujol.
En el momento de mayor dimensión, el movimiento contó con 524 integrantes.

## Extinción
Junto con el recrudecimiento de la represión del Gobierno Constitucional, tras la muerte de Perón y el ascenso de José López Rega, el movimiento perdió capacidad de acción y acabó por disolverse unos años más tarde. Aunque algunos de sus miembros dejaron el sacerdocio, especialmente para contraer matrimonio, la mayoría permaneció en el mismo; un estudio de 1988 indicaba que un 67% conservaba aún su estado clerical. Veinte sacerdotes integrantes del MSTM fueron asesinados. El movimiento de curas villeros subsistió y fue reconocido en 2009 con la creación de una Vicaría especial en el arzobispado de Buenos Aires. 
En la actualidad, el Padre Pepe tal vez sea uno  de los referentes con mayor difusión. Como en épocas anteriores, donde los "curitas" (como se les llama afectuosamente) eran perseguidos por la dictadura  y en algunos casos asesinados -por estar estrechamente vinculados al Erp y Montoneros-, hoy son los narcotraficantes instalados en las villas, quienes persiguen a los curas villeros. Es el caso del Padre Pepe que ha tenido que desplazarse de su lugar donde estaba afincado para preservar su integridad física y la de la gente que lo acompañaba.
A su vez, el movimiento de Curas en la Opción Preferencial por los Pobres en la actualidad, continua con esta línea de trabajo, en miras de profundizar la doctrina social de la Iglesia.